# Kråse
En kråse er en kraftig muskelmave i fugle, hvis sammentrækninger maler maden i stykker. Den udfører samme arbejde som pattedyrenes tandsæt. Visse fuglearter som hønsefugle indtager småsten, der opbevares i kråsen og forstærker dens virkning.
Henkogt i andefedt er kråser en delikatesse. På fransk kaldes det "gésiers de canard confits". En delikatessevirksomhed på Bornholm eksperimenterer med en dansk udgave på dåse.